# Пандаматенга (аэропорт)
Пандаматенга (ИКАО: FBPA) — частный аэропорт, расположенный в Пандаматенга, Ботсвана.

## Характеристики
Аэропорт находится на высоте 3490 футов (1064 м) над среднем уровнем моря.
У него есть одна взлётно-посадочная полоса номер 12/30 травяным покрытием длиной 1241 м.